# Gunther von Hagens
Gunther von Hagens (Skalmierzyce, próximo a Kalisz, 10 de janeiro de 1945) é um anatomista alemão, inventor da plastinação, técnica que preserva tecidos biológicos.
A plastinação foi inventada em 1977 e por ele patenteada no ano seguinte. Posteriormente, ele aperfeiçoou sua técnica e fundou o Institute of Plastination em Heidelberg, em 1993. Ele tem sido professor visitante em Dalian, na China desde 1996, onde dirige um centro de plastinação, como também o State Medical Academy, em Bisqueque, Quirguistão. Desde 2004, ele é também professor convidado na Universidade de Nova Iorque, na faculdade de Odontologia.
O médico também faz exposições por todo o mundo, com seus cadáveres. Recebe muitas criticas por sua arte, principalmente de cunho religioso e ético.